# Anna Godoy
Anna Godoy Contreras (Barcelona, 21 de octubre de 1992) es una deportista española que compite en triatlón. Su hermano Francesc compitió en el mismo deporte.
Ganó dos medallas de plata en la Copa de Europa de Triatlón, ambas en la etapa disputada en Melilla, en los años 2015 y 2016, y una medalla de plata en los Juegos Mediterráneos de Tarragona 2018.
Participó en dos Juegos Olímpicos de Verano, ocupando en Tokio 2020 el décimo lugar en la prueba de relevo mixto y en París 2024 el noveno en el relevo mixto y el decimoséptimo en la prueba individual.